# Boycott, désinvestissement et sanctions en France
Boycott, désinvestissement et sanctions (en anglais Boycott, Divestment and Sanctions), ou BDS, est une campagne qui a pour objectif de dénoncer la colonisation israélienne des territoires occupés, et de soutenir le droit au retour des réfugiés palestiniens. Elle se fixe comme moyens l’appel au boycott d'Israël, des campagnes pour le désinvestissement en Israël et la promotion de sanctions.

## Histoire

### Prémisse
En France, avant le lancement officiel de la campagne BDS en 2005, plusieurs actions sont conduites qui la préfigurent. Pascal Markowicz, du comité directeur du CRIF, recense ainsi : en juin 2001, la CCIPP (Campagne Civile Internationale pour la Protection du Peuple Palestinien) fabrique des autocollants et des affiches pour lancer une campagne de boycott des produits israéliens ; la CAPJPO dirigée par Olivia Zemor publie l'appel (d'avril 2002) pour un moratoire sur les relations scientifiques et culturelles avec Israël ; l'Association France Palestine Solidarité, bientôt suivie par un collectif d'associations d'extrême gauche et de mouvements alternatifs, vote une motion appelant au boycott des produits israéliens dont le slogan est « Non à l'occupation, non à l'apartheid, boycott des produits israéliens » ; à Marseille, le 28 septembre 2002 (date anniversaire de la seconde intifada), le Collectif pour le Respect des Droits du Peuple Palestinien, soutenu par d'autres organisations, organise la première manifestation unitaire du boycott d'Israël[source insuffisante].

### Actions
En France, la guerre de Gaza de l'hiver 2008-2009 suscite une large prise de conscience et accélère les mobilisations autour de l'appel des Palestiniens. Des actions et campagnes sont menées, notamment contre des sociétés telles Carrefour, Ahava et autres. Par exemple, une coalition appuyée par le « Comité BDS » palestinien s'organise contre le projet d'implantation d’Agrexco (en) à Sète et plus largement en Europe. On peut également considérer la poursuite en justice des sociétés françaises impliquées dans la construction du tramway de Jérusalem comme une manifestation de cette campagne,.
Le 5 octobre 2009, le blog internet du BDS France publie la Charte de la Campagne BDSFrance, ainsi que la liste des 93 associations et partis politiques français qui soutiennent le boycott. En janvier 2010, l'organisation de la campagne BDS en France se structure et une plateforme unique est créée, avec un site internet dédié.

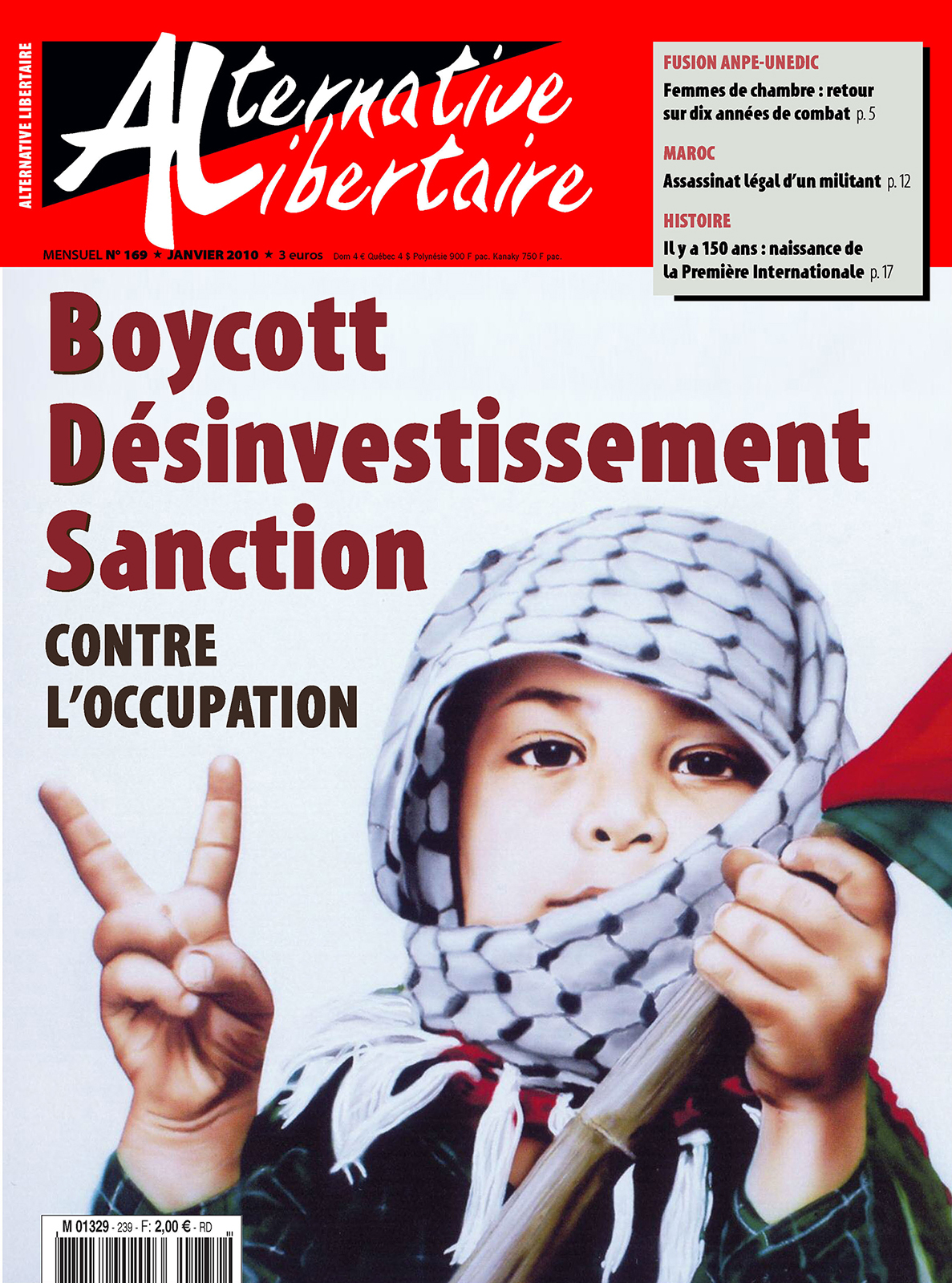
Une du mensuel anarchiste Alternative libertaire sur la campagne BDS, en 2010.

En novembre 2014, une manifestation pour le boycott d'Israël se déroule à Paris ; sur l'une des banderoles, Gaza est indiqué être un « camp de concentration ».
En 2015, Veolia Environnement cède aux pressions et « bouclé la vente de toutes ses activités en Israël, et notamment celles de gestion de l'eau, des déchets et de l'énergie »,.
Le 1er avril 2017, à l'appel d'une quarantaine d'organisations dont le BDS, une manifestation pour « célébrer la résistance palestinienne à l'occupation et à la colonisation » ne rassemble qu'environ 200 personnes sur la place du Châtelet à Paris, les policiers bloquant les accès « pour éviter les débordements ».
En 2021, lors du boycott de l'exposition parisienne sur les « Juifs d'Orient » à l'Institut du monde arabe (IMA), le journaliste pro-palestinien Dominique Vidal rappelle que lors des voyages qu'il a organisés en Israël-Palestine, les participants ont discuté du boycott culturel avec Omar Barghouti, fondateur et coordinateur de BDS, qui a toujours répété qu'il n'est pas question pour son mouvement de boycotter individuellement des artistes israéliens[source insuffisante].

## Développement politique et judiciaire

### Positions gouvernementales et situation législative
Le 10 décembre 2002, l'Assemblée nationale adopte à l'unanimité une loi visant à aggraver les peines punissant les infractions à caractère raciste, antisémite ou xénophobe (loi no 2003-88 du 3 février 2003 parue au JO no 29 du 4 février 2003 appelée aussi Loi Lellouche d'après Pierre Lellouche qui en prit l'initiative),.
En mars 2003, c'est à la demande du ministère de la Justice que le procureur interjette appel du jugement de première instance qui disculpait Jean-Claude Willem, maire de Seclin de toute accusation de discrimination après qu'il a appelé au boycott de jus de fruits israéliens par ses services communaux. La procédure aboutit en juillet 2009 à la condamnation du maire.
Le mercredi 20 mai 2009, interrogée lors des questions d’actualité par le député Éric Raoult (auquel s'associent Claude Goasguen, Patrice Calméjane, Gérard Gaudron et Patrick Beaudouin) au sujet de l’intervention d’associations de défense de la cause palestinienne dans des grandes surfaces, Madame Michèle Alliot-Marie, alors ministre de l'Intérieur, répond que « si des plaintes précises étaient déposées, ou si des infractions pénales étaient constituées, des poursuites auraient lieu » ; elle indique qu’à cette date, aucune plainte n’a été déposée et ajoute que « ces opérations, il faut bien le préciser, touchent des produits importés d'Israël et non des produits casher »,.
Le 3 février 2010, lors d'un dîner du CRIF, le Premier Ministre François Fillon rappelle que l'appel au boycott expose à des sanctions pénales. À l'occasion de ce dîner, François Fillon déclare « Nous devons rester lucides sur l’incroyable facilité avec laquelle se développent et s’expriment les amalgames les plus odieux. Je pense ainsi à ces scandaleux mouvements de boycott de produits cashers ou israéliens ». Le 16 février 2010, le député Daniel Garrigue pose une question écrite au Premier Ministre au sujet de l'amalgame que ce dernier avait fait entre les produits israéliens et les produits casher lors du déjeuner du Crif (la réponse, partielle, ne sera publiée qu'un an et demi plus tard, en septembre 2011).
Le 10 février 2010, Sakina Arnaud, qui avait participé à une action dans un supermarché de Mérignac, le 30 mai 2009, est condamnée par le tribunal correctionnel de Bordeaux à une amende pénale de 1 000 euros pour « incitation à la discrimination raciale, nationale et religieuse » ; la militante, qui ne nie pas les faits, fait appel du jugement.
Le 12 février 2010, sous l'autorité de Michèle Alliot-Marie, ministre de la Justice, la Direction des affaires criminelles et des grâces publie une circulaire de politique pénale ayant pour objet les « Procédures faisant suite à des appels au boycott des produits israéliens ». Par cette circulaire (CRIM-AP, 12 février 2010, no 09-900-A4) ultérieurement qualifiée de « circulaire Alliot-Marie », la ministre demande aux procureurs une « réponse cohérente et ferme » face aux appels au boycott des produits israéliens en se basant sur la loi du 29 juillet 1881 sur la liberté de la presse réprimant en son article 24, alinéa 8, la provocation publique à la discrimination.
Le 19 février 2010, lors d'un dîner du CRIF, Michèle Alliot-Marie affirme sa détermination à poursuivre tout acte antisémite ; c'est dans cette perspective qu'elle déclare notamment : « Je n’accepte pas que des personnes, responsables associatifs, politiques ou simples citoyens, appellent au boycott de produits au motif qu’ils sont kasher ou qu’ils proviennent d'Israël ». Après le remaniement ministériel du 14 novembre 2010, Stéphane Hessel, l’ancienne garde des Sceaux Élisabeth Guigou et la vice-présidente du Sénat Catherine Tasca rencontrent le nouveau garde des Sceaux, Michel Mercier, pour lui remettre un appel demandant que cessent les poursuites contre les militants de la campagne BDS.
Le 19 novembre 2010, Benoist Hurel, secrétaire général adjoint du syndicat de la magistrature, dénonce dans le journal Libération l'« attentat juridique » assimilant les appels au boycott à une « provocation publique à la discrimination envers une nation » punie d’un an d’emprisonnement et de 45 000 euros d’amende. Cette tribune s'accompagne d'une pétition signée par des professeurs des universités, avocats, magistrats et personnalités dont Eva Joly, Pierre Joxe et Élisabeth Guigou, Olivier Besancenot, Marie-George Buffet, Daniel Cohn-Bendit, ou Cécile Duflot, d’intellectuels comme le philosophe Edgar Morin, et de journalistes comme Hubert Debbash ou Laure Adler.
Le 15 mai 2012, deux jours avant la prise de fonction de Christiane Taubira, la circulaire Alliot-Marie est précisée et complétée par une nouvelle circulaire adoptée sur les instructions du garde des Sceaux Michel Mercier : circulaire ayant pour objet les « Poursuites engagées sur le fondement de l’article 24 alinéa 8 de la loi du 29 juillet 1881 en matière de boycott des produits israéliens », (CRIM-AP no 2012-0034-A4),.
Dans un article paru dans Libération en avril 2014, Rony Brauman avec le professeur de droit international François Dubuisson, le magistrat Ghislain Poissonnier et l'avocat Pierre Osseland contestent le bien-fondé juridique de la « circulaire Alliot-Marie ». D'après eux, cette circulaire interprète la loi de 1881 (en son article 24 alinéa 8) « de manière extensive, en contradiction avec la règle de l’interprétation stricte des lois pénales ». Ils indiquent également que la Garde des Sceaux, Christiane Taubira, a reconnu que cette circulaire contenait une interprétation de la loi qui pouvait être considérée comme « injuste » ou « abusive ». Affirmant enfin que le droit européen, notamment la convention européenne des droits de l'homme, interdit la pénalisation de propos appelant à des mesures coercitives (boycott, embargo, suspension de la coopération, gel des avoirs, retrait des investissements, etc.) contre un État critiqué pour ses violations du droit international, les auteurs de l'article demandent l'abrogation immédiate de la circulaire Alliot-Marie. Dans un article publié en ligne début 2015 dans la « Revue des Droits et Libertés Fondamentaux », Ghislain Poissonnier et Jean-Christophe Duhamel contestent les fondements juridiques des circulaires Alliot-Marie et Mercier.
Lors de la séance des questions au gouvernement du 16 décembre 2015, le Premier ministre Manuel Valls estime que les campagnes de boycott n’ont « aucun sens ». Il ajoute : « Il y a trop souvent, dans un certain nombre d’initiatives (…) la volonté de confondre critique légitime de la politique de l'État d’Israël, avec l’antisionisme, et l’antisionisme qui bascule dans l’antisémitisme ». Le 18 janvier 2016, il fustige une manifestation de BDS devant l'Opéra Garnier qui accueillait la troupe israélienne Batsheva : « Cette manifestation devant l’Opéra Garnier était d’autant plus absurde qu’on mettait en cause la culture ». Parallèlement, la majorité des artistes de Batsheva sont pro-palestiniens (certains sont Arabes) et l'un des fondateurs de BDS, Omar Barghouti, est défavorable au boycott culturel.

#### Actions judiciaires

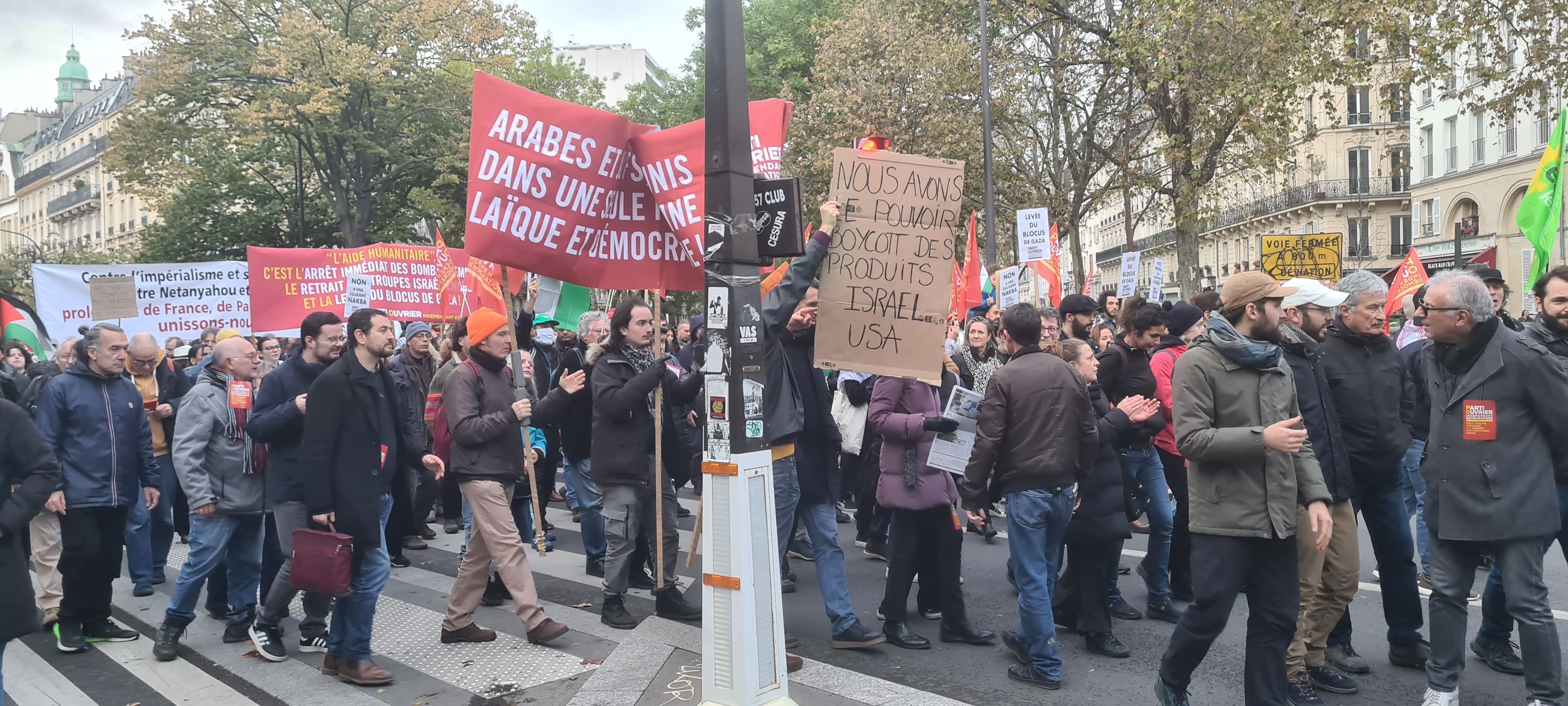
Manifestation à Paris pour un cessez-le-feu à Gaza et le boycott des produits israéliens et américains (11 novembre 2023)

Plusieurs actions juridiques ont accompagné les campagnes de boycott des produits israéliens. Devant les tribunaux, les tenants dénoncent la qualification d'origine israélienne des produits cultivés par des colons israéliens en Cisjordanie et dans le Golan dont ils soulignent l'occupation. Les opposants avancent quant à eux une « discrimination commerciale » voire « raciale », en particulier quand l'appel au boycott vise l'ensemble des produits israéliens.
En 2002, un maire français est condamné à 1 000 euros d'amende pour « provocation à la discrimination » à la suite d'un appel demandant à « ses services de boycotter les produits originaires de l'État hébreu pour protester contre la politique du gouvernement israélien vis-à-vis du peuple palestinien. » La condamnation est confirmée en 2009 par la Cour européenne des droits de l'homme qui estime que le maire devait faire preuve de réserve dans des actes engageant sa communauté et que la condamnation vise à protéger les producteurs, un acte « nécessaire dans une société démocratique ». Le droit à la liberté d'expression n'est retenu que par un juge sur les 6.
En 2004, la Cour de Cassation, qui avait déjà affirmé que ledit boycott constituait une provocation à la discrimination raciale, en confirmant la décision d’une cour d’appel qui avait condamné un maire en raison de propos tenus en réunion municipale, puis relayés sur le site internet de la commune, suivant lesquels les produits en provenance d’Israël devaient être boycottés pour protester contre la politique de son gouvernement à l’égard du peuple palestinien (Crim. 28 septembre 2004 : Dr. Pénal 2005, comm. 4, obs. M. Veron). Par un arrêt en date du 16 juillet 2009, la 5e section de la Cour européenne des Droits de l’Homme, a confirmé que cette condamnation prononcée par les juges français était conforme à la Convention européenne de sauvegarde des droits de l’homme et des libertés fondamentales.
En 2009, la Cour de Cassation a défini la discrimination en application des articles 225-2, 2e et 225-1 du code pénal comme « le fait d’entraver l’exercice normal d’une activité économique quelconque en opérant une distinction entre les personnes notamment en raison de leur appartenance ou de leur non-appartenance à une nation déterminée ».
Sakina Arnaud, militante de la Ligue des droits de l'homme qui participait à la campagne BDS en apposant des autocollants sur des produits israéliens, est poursuivie pour « incitation à la discrimination raciale, nationale et religieuse ». Elle affirme être contre « l’occupation des territoires palestiniens » et déclare ; « Je serai la première à acheter des produits israéliens quand cessera l’occupation ». Condamnée en appel, Sakina Arnaud s'est pourvue en cassation. Déboutée en cassation, Sakina Arnaud a décidé de porter l'affaire devant la Cour européenne des droits de l'homme avant de se raviser[réf. nécessaire].
En septembre 2010, un collectif d'organisations marseillaises porte plainte contre la société Carmel-Agrexco, contrôlée à 50 % par le gouvernement israélien et qui exporte des fruits et légumes vers la France. Cette plainte s'appuie sur l’arrêt BRITA rendu par la Cour de justice de l'Union européenne le 25 février 2010, qui affirme qu'Israël ne peut faire bénéficier les produits fabriqués en Cisjordanie des accords préférentiels UE-Israël[réf. nécessaire].
En 2010 France, une personne qui a apposé dans un supermarché des étiquettes autocollantes sur des produits en provenance d’Israël, portant entre autres, les mentions « Boycott Apartheid Israël » a été condamnée à 1 000 euros d'amende et 1 euro de dommages-intérêts pour les parties civiles (l’association Avocats sans frontières de Gilles-Wiliam Goldnadel).
Le 14 octobre 2010, la sénatrice Alima Boumediene-Thiery (Verts) et Omar Slaouti Nouveau Parti anticapitaliste (NPA) sont convoqués par le Tribunal correctionnel de Pontoise à la suite de leur participation à une action de boycott des produits israéliens dans le magasin Carrefour de Montigny. Ils sont accusés de discrimination raciale et commerciale. Le tribunal a relevé lors de cette audience une irrégularité de forme concernant la procédure, considérée comme prescrite et n'a pas examiné le fond du dossier.
En juillet 2011, le tribunal de la 17e Chambre correctionnelle du Palais de Justice de Paris a jugé, en première instance, que dans le cas de l'appel par un citoyen au boycott des produits issus d'un État, pour des motifs politiques, l’infraction de provocation à la discrimination fondée sur l’appartenance à une Nation n’est pas constituée. La Cour d'appel confirme que la mise en ligne d'une vidéo montrant des manifestants appeler au boycott n'est pas illégale, mais condamne toutefois l'accusé parce que la vidéo diffusait également des propos outranciers (« acheter un produit israélien équivaut à acheter une balle qui va tuer un enfant palestinien »). Les plaignants souhaitant toutefois voir le boycott en lui-même considéré comme illégal saisissent la Cour de cassation. Celle-ci rejette les pourvois : l'un émanant du Bureau national de vigilance contre l'antisémitisme, l'association France-Israël et l'association Avocats sans frontières, parce qu'il n'y a aucun moyen ; et l'autre, émanant de la Chambre de commerce France-Israël, parce que sa constitution de partie civile a été jugée irrégulière.
Le 30 novembre 2013, la Cour d'appel de Colmar, a condamné à une amende de 1 000 euros et une peine de prison avec sursis 12 activistes ayant participé à des actions en faveur du boycott en 2009 et 2010, jugeant ces actions comme « provocatrices et discriminatoires ». En septembre, 7 autres activistes ont été condamnés à 500 euros pour le même délit dans un supermarché d'Alençon.
Le 18 décembre 2013, Christiane Taubira fait état de 45 procédures (dont certaines en appel) et de deux condamnations (d'amende avec sursis).
En octobre 2015, la Cour de cassation a confirmé la condamnation de militants du BDS qui avaient « invité à deux reprises les clients d’un supermarché alsacien à ne pas acheter des produits israéliens dans le cadre de la campagne BDS »,. Ces arrêts ont fait de la France l'un des seuls pays du monde, et la seule démocratie, à interdire l'appel au boycott par un mouvement associatif ou citoyen pour critiquer la politique d’un État tiers. En juin 2020, la CEDH condamne la France dans cette affaire estimant qu'il y a atteinte à la liberté d’expression, le cour estime que les propos reprochés concernaient un sujet d’intérêt général et que l'Article 10 de la Convention européenne des droits de l'homme « ne laisse guère de place pour des restrictions à la liberté d’expression dans le domaine du discours politique ou de questions d’intérêt général. Par nature, le discours politique est souvent virulent et source de polémiques. Il n’en demeure pas moins d’intérêt public, sauf s’il dégénère en un appel à la violence, à la haine ou à l’intolérance »,.
En juin 2020, la Cour européenne des droits de l'homme condamne la France pour avoir violé l'article 10 de la Convention européenne des droits de l'homme dans le cadre de l'affaire Baldassi et autres c. France concernant les membres du collectif Palestine 68 condamnés en 2013 pour un appel au boycott. Elle estime que cet article « ne laisse guère de place pour des restrictions à la liberté d’expression dans le domaine du discours politique ou de questions d’intérêt général. Par nature, le discours politique est souvent virulent et source de polémiques. Il n’en demeure pas moins d’intérêt public, sauf s’il dégénère en un appel à la violence, à la haine ou à l’intolérance », ce que nul témoignage ne semble soutenir pour les faits invoqués d'appels au boycott de produits israéliens, organisés à Illzach en 2009 et 2010. La Cour ajoute que « les actions et les propos reprochés aux requérants concernaient un sujet d’intérêt général, celui du respect du droit international public par l’État d’Israël et de la situation des droits de l’homme dans les territoires palestiniens occupés, et s’inscrivaient dans un débat contemporain, ouvert en France comme dans toute la communauté internationale », et qu’ils « relevaient de l’expression politique et militante ».
Des décisions judiciaires laissent supposer que l'appel au boycott peut relever de la liberté d’expression s'il participe au débat public de façon non violente mais les juridictions nationales peuvent condamner des actions de boycott si elles présentent des motifs de discrimination.
Le 17 octobre 2023, la chambre criminelle de la Cour de cassation a affirmé que les actions entreprises par Mme. R, militante BDS, qui avait publié sur son site internet un appel au boycott de produits pharmaceutiques commercialisés par un groupe israélien, n’avaient pas « outrepassé les limites de son droit à la liberté d'expression ». Mme. R. avait été relaxée des accusations pour diffamation publique et provocation à la discrimination, à la haine ou à la violence, en raison de l'origine, l'ethnie, la nation, la race ou la religion par la Cour d'appel de Lyon (du 5 mai 2022). Par conséquent, l’appel au boycott est rattaché à la liberté d’expression, la Cour de cassation énonçant que l’appel au boycott de la société « ne renfermait pas de provocation à la discrimination, à la haine ou à la violence », et que « la société en question n’était pas visée pour son appartenance à la nation israélienne, mais pour son soutien financier aux choix politiques des dirigeants de ce pays ».
Le 14 mars 2024, à la suite de la saisine de la Cour d'appel de Paris, celle-ci annule la décision du 30 novembre 2013 de la Cour d'appel de Colmar, déduisant que « si des slogans proférés sont de nature à blesser certains clients, les actes et paroles des prévenus n’ont pas excédé les limites admissibles à la liberté d’expression ». Ainsi, en l'absence de caractère haineux et d'appel à la violence, les militants appelant au boycott n'ont commis aucune infraction.

## Prises de position

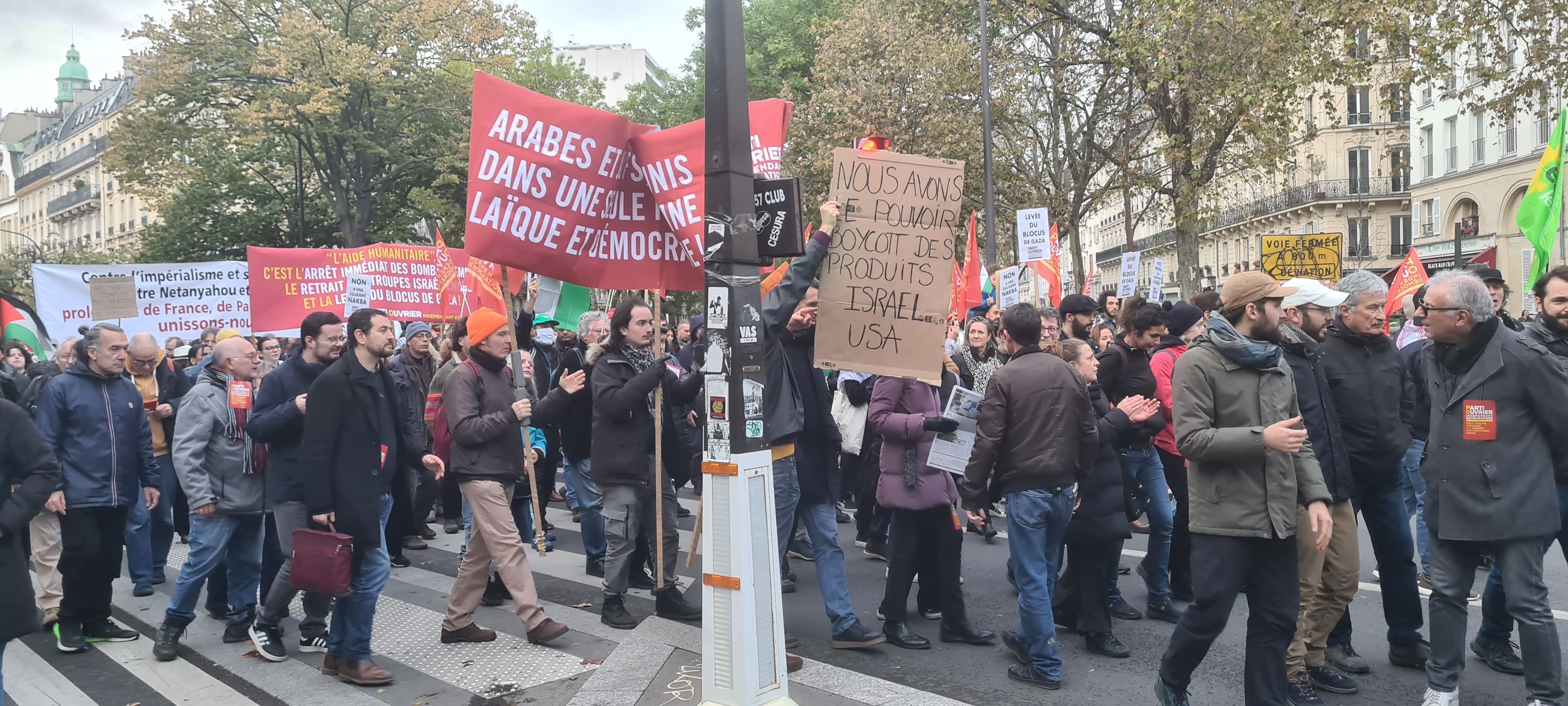
Manifestation à Paris pour un cessez-le-feu à Gaza et le boycott des produits israéliens et américains (11 novembre 2023).

Selon une enquête Ipsos commandée par la Fondation du Judaïsme Français en 2017, il semblerait que cette campagne ait trouvé un écho limité dans l’opinion publique en France. Seuls 33 % des Français disent en avoir déjà entendu parler. Le mouvement de boycott d’Israël est très majoritairement désapprouvé des Français, sauf au sein de la gauche radicale. Ainsi, près d’un sympathisant de gauche radicale sur deux (46 %) est en accord avec cette opinion, contre un tiers (32 %) des Français dans leur ensemble. 68 % des Français pense que « ce boycott est mis en place par des organisations qui souhaitent avant tout détériorer l’image d’Israël, quelles que soient les politiques mises en place par ses gouvernements ».

### Partis politiques
En décembre 2009, les élus du groupe Parti de Gauche et apparentés, rassemblant des élus du Parti de gauche et du NPA, ont déposé un vœu au Conseil régional de Rhône-Alpes afin d'inciter la région à participer à la campagne « Boycott, désinvestissement et sanctions » ; ce vœu n'ayant pas eu le quorum de soutiens nécessaire, il n'a pas été examiné.
Le 8 novembre 2010, Martine Aubry, alors première secrétaire du Parti socialiste, réaffirme la position du PS concernant la campagne BDS, lors d'un repas organisé par le Conseil représentatif des institutions juives de France (CRIF), en indiquant notamment : « J'ai toujours combattu avec la plus grande détermination les tentatives faites par certains de vouloir importer le conflit du Proche-Orient dans notre ville. », « Je pense que ceux qui prônent le boycott se trompent de combat : au lieu de porter la paix, ils portent l'intolérance, ils portent la haine. Et quand on veut un chemin de paix, on ne commence pas par porter cela. » La secrétaire du PS a rajouté que si « deux, trois » autres élus socialistes soutiennent ce boycott, « nous discutons avec ces camarades pour essayer de leur faire comprendre que ce n'est pas pour nous l'élément qui va conduire à ce que nous recherchons ensemble ».
Le 16 février 2015, le Conseil de Paris adopte un « vœu » condamnant le mouvement de boycott d'Israël. Ce « vœu » rappelle que Paris et sa maire Anne Hidalgo (PS) « ont de manière constante affirmé leur opposition au mouvement de boycott d'Israël et dans le même temps, leur attachement à la promotion de la paix entre Israéliens et Palestiniens ». Les élus PS, Républicains PRG et UDI-MoDem ont approuvé ce vœu quand les élus PCF-FG et EELV ont voté contre.

### Associations
- Association culturelle israélite du Nord

À la suite d'un appel au boycott lancé en octobre 2002 par le maire de Seclin lors d'un conseil municipal, propos repris par « La Voix du Nord », l’Association culturelle israélite du Nord dépose plainte auprès du ministère public qui décide des poursuites pour provocation à la discrimination nationale, raciale et religieuse, au titre de la loi sur la presse du 29 juillet 1881. Le 26 mars 2003, le tribunal correctionnel de Lille rend d'abord un jugement favorable au maire ; sur demande du ministre de la Justice, le procureur général interjeta appel de ce jugement, l’association culturelle s'associant ultérieurement à cette procédure. L'affaire parvient finalement devant la Cour européenne des droits de l’homme, le 17 mars 2005, qui rend un avis définitif le 16 juillet 2009, défavorable au maire. Un des sept juges, Karel Jungwiert émet une opinion dissidente.
- Bureau national de vigilance contre l'antisémitisme

Le 11 juillet 2010, le BNVCA (Bureau national de vigilance contre l'antisémitisme), sous l'autorité de son président Sammy Ghozlan, déclare porter plainte pour « incitation à la haine raciale » contre Stéphane Hessel à la suite de l'article de celui-ci dans le « Huffington Post » (cf. ci-dessus) (le site du BNVCA ne donne aucune information sur la suite donnée à cette initiative ; à propos de laquelle, au décès de Hessel en 2013, aucune information ne semble connue). Le 2 mars 2011, le président du CRIF, Richard Prasquier, lassé par la forme plutôt que le fond des initiatives prises par S. Ghozlan « depuis quelques mois », estimant qu'elles peuvent aller à l'encontre des intérêts défendus par son organisation, décide de suspendre Ghozlan pendant trois mois de sa participation au comité directeur du Crif ; il lui renouvelle toutefois son estime.
- Ligue des droits de l'homme

Le 22 septembre 2010, Jean-Pierre Dubois, alors président de la Ligue des droits de l'homme (LDH), se déclare « clairement hostile au boycott des produits israéliens ». Fort de cette déclaration, faite peu avant une audience à Bordeaux dans le cadre du procès intenté à Sakina Arnaud, il s’élève « avec force contre la qualification des accusations qui ont été portées contre elle », les trouvant « dramatiquement illogiques » et même insultantes, voire infamantes et se dit solidaire de Sakina Arnaud pour « défendre sa liberté constitutionnelle d’expression, laquelle inclut à l’évidence la critique de la politique menée par un État étranger quel qu’il soit ».
- CRIF

Dans un texte intitulé « Délégitimation de l’État d’Israël par la campagne de boycott BDS », Pascal Markowicz se dit mandaté par le CRIF pour surveiller de « très près tous les évènements qui touchent au boycott », « en étroite collaboration avec l’Ambassade d’Israël en France ». Il indique avoir créé avec Marc Knobel « une cellule BDS au sein de l’Ambassade... afin de faire le point sur la campagne BDS, les procédures judiciaires en cours ainsi que sur les autres réponses ». Il écrit encore : « le CRIF par le biais de sa Commission Juridique recense et encourage les associations qui décident de poursuivre devant les tribunaux, les groupes et personnes physiques qui veulent boycotter Israël ». En février 2012, le CRIF fait connaître son opposition à la tenue d'un colloque « Des nouvelles approches sociologiques, historiques et juridiques à l'appel au boycott international : Israël, un État d'apartheid ? » prévu les 27 et 28 février dans le cadre de l'« Israël Apartheid Week » à l'université Paris-VIII. La direction de l’université, qui avait pourtant non seulement accordé son autorisation mais également soutenu l’initiative en lui attribuant un financement du Fonds de solidarité et de développement des initiatives étudiantes, décide d'annuler le colloque.
- Ligue internationale contre le racisme et l'antisémitisme

La LICRA, Avocats sans frontières, l’Alliance France Israël, le BNVCA et la Chambre de commerce France Israël se sont portées parties civiles dans un procès intenté contre douze militants de la région mulhousienne qui avaient incité des consommateurs à boycotter les produits d’Israël. Dans une interview du 04 février 2010 au « Figaro » à l'occasion de son élection au comité directeur du CRIF, William Goldnadel, président de France-Israël et d'Avocats sans frontières, se dit « très engagé judiciairement dans la lutte contre le boycott des produits israéliens depuis le début ».
- Union juive française pour la paix

L'UJFP (Union Juive Française pour la Paix) soutient activement et avec constance la campagne BDS[réf. nécessaire].

### Syndicats
Annick Coupé porte-parole nationale de l'Union syndicale Solidaires manifeste son soutien à la campagne BDS en signant l'appel publié dans Le Monde en novembre 2010.
Le 31 janvier 2014, Thierry Lepaon secrétaire général de la CGT fait une mise au point en précisant que, contrairement à ce qu'avait affirmé le CRIF, son syndicat ne s'opposait pas à la campagne BDS mais plutôt « ne s’inscrivait pas dans cette campagne » ; à cette même occasion il réaffirme les droits des Palestiniens et précise que des militants CGT participent à titre individuel à la campagne BDS. Thierry Lepaon déclare même : « nous considérons que le boycott global d’Israël ne favorise pas cette stratégie de paix et la coexistence de deux États, l’État Palestinien et l’État d’Israël. Par contre, la CGT s’inscrit totalement dans la campagne d’interdiction des produits fabriqués dans les colonies et dans l’obligation de transparence sur l’origine des produits israéliens destinés à l’exportation afin que l’État d’Israël soit contraint de respecter le droit international ».